# Senatori del Massachusetts
Il Massachusetts è entrato a far parte degli Stati Uniti d'America il 6 febbraio 1788 e come ogni altro stato è rappresentato da due senatori al Senato degli Stati Uniti. In ottemperanza al XVII emendamento, oggi i senatori sono eletti dalla popolazione dello stato con mandati di sei anni, divisi in modo tale che ogni due anni venga rinnovato un terzo del Senato. Prima dell'entrata in vigore dell'emendamento, nel 1913, i senatori erano eletti dalla Massachusetts General Court, il Parlamento dello stato, e prima del 1935 i mandati avevano inizio il 4 marzo; dal 1935 i mandati iniziano il 3 gennaio. 
I senatori del Massachusetts appartengono alle classi 1 e 2, che determinano l'anno in cui il mandato viene rinnovato. Gli attuali senatori sono i democratici Elizabeth Warren e Ed Markey.

## Classe 1
| N.      | Foto    | Senatore                | Partito                                              | Carica            | Carica            | Congresso | Mandati | Elezioni |
| N.      | Foto    | Senatore                | Partito                                              | Inizio            | Termine           | Congresso | Mandati | Elezioni |
| ------- | ------- | ----------------------- | ---------------------------------------------------- | ----------------- | ----------------- | --- | ------- | --- |
| 1       |         | Tristram Dalton         | Pro-Amministrazione                                  | 4 marzo 1789      | 3 marzo 1791      | 1 | 1       | 1788 Perse la rielezione                                                                                      |
| 2       |         | George Cabot            | Pro-Amministrazione poi Federalista                  | 4 marzo 1791      | 9 giugno 1796     | 2 · 3 · 4 | 1⁄2     | 1790 Dimessosi                                                                                                |
| Vacante | Vacante | Vacante                 | Vacante                                              | 9 giugno 1796     | 11 giugno 1796    | 4 |         | |
| 3       |         | Benjamin Goodhue        | Federalista                                          | 11 giugno 1796    | 8 novembre 1800   | 4 · 5 · 6 | 1⁄2     | Eletto per terminare il mandato di Cabot · 1796 Dimessosi                                                     |
| Vacante | Vacante | Vacante                 | Vacante                                              | 8 novembre 1800   | 14 novembre 1800  | 6 |         | |
| 4       |         | Jonathan Mason          | Federalista                                          | 14 novembre 1800  | 3 marzo 1803      | 6 · 7 | 1⁄2     | Eletto per terminare il mandato di Goodhue                                                                    |
| 5       |         | John Quincy Adams       | Federalista                                          | 4 marzo 1803      | 8 giugno 1808     | 8 · 9 · 10 | 1⁄2     | 1802 Dimessosi avendo perso la rielezione                                                                     |
| 6       |         | James Lloyd             | Federalista                                          | 9 giugno 1808     | 1 maggio 1813     | 10 · 11 · 12 · 13 | 1⁄2     | Eletto per terminare il mandato di Adams · 1808 Dimessosi                                                     |
| Vacante | Vacante | Vacante                 | Vacante                                              | 1 maggio 1813     | 5 maggio 1813     | 13 |         | |
| 7       |         | Christopher Gore        | Federalista                                          | 5 maggio 1813     | 30 maggio 1816    | 13 · 14 | 1⁄2     | Nominato per terminare il mandato di Lloyd · 1815 Dimessosi                                                   |
| Vacante | Vacante | Vacante                 | Vacante                                              | 1 giugno 1816     | 11 giugno 1816    | 14 |         | |
| 8       |         | Eli P. Ashmun           | Federalista                                          | 12 giugno 1816    | 10 maggio 1818    | 14 · 15 | 1⁄2     | Eletto per terminare il mandato di Gore Dimessosi                                                             |
| Vacante | Vacante | Vacante                 | Vacante                                              | 11 maggio 1818    | 4 giugno 1818     | 15 |         | |
| 9       |         | Prentiss Mellen         | Federalista                                          | 5 giugno 1818     | 15 maggio 1820    | 15 · 16 | 1⁄2     | Eletto per terminare il mandato di Ashmun Dimessosi per divenire giudice della Corte Suprema del Maine        |
| Vacante | Vacante | Vacante                 | Vacante                                              | 16 maggio 1820    | 11 giugno 1820    | 16 |         | |
| 10      |         | Elijah H. Mills         | Federalista poi Anti-Jacksoniano                     | 12 giugno 1820    | 3 marzo 1827      | 16 · 17 · 18 · 19 | 1 1⁄2   | Eletto per terminare il mandato di Mellen · 1820 Perse la rielezione                                          |
| Vacante | Vacante | Vacante                 | Vacante                                              | 4 marzo 1827      | 8 giugno 1827     | 20 |         | |
| 11      |         | Daniel Webster          | Anti-Jacksoniano poi Whig                            | 8 giugno 1827     | 22 febbraio 1841  | 20 · 21 · 22 · 23 · 24 · 25 · 26 | 2 1⁄2   | 1827 · 1833 · 1839 Dimessosi per divenire Segretario di Stato                                                 |
| 12      |         | Rufus Choate            | Whig                                                 | 23 febbraio 1841  | 3 marzo 1845      | 26 · 27 · 28 | 1⁄2     | Eletto per terminare il mandato di Webster Non ricandidatosi                                                  |
| 13      |         | Daniel Webster          | Whig                                                 | 4 marzo 1845      | 22 luglio 1850    | 29 · 30 · 31 | 1⁄2     | 1845 Dimessosi per divenire nuovamente Segretario di Stato                                                    |
| Vacante | Vacante | Vacante                 | Vacante                                              | 23 luglio 1850    | 29 luglio 1850    | 31 |         | |
| 14      |         | Robert Charles Winthrop | Whig                                                 | 30 luglio 1850    | 1 febbraio 1851   | 31 | 1⁄2     | Eletto per continuare il mandato di Webster Perse la rielezione per terminare il mandato                      |
| 15      |         | Robert Rantoul, Jr.     | Democratico                                          | 1 febbraio 1851   | 3 marzo 1851      | 31 | 1⁄2     | Eletto per terminare il mandato di Webster Non ricandidatosi                                                  |
| Vacante | Vacante | Vacante                 | Vacante                                              | 4 marzo 1851      | 24 aprile 1851    | 32 | [ 1 ]   | [ 1 ] |
| 16      |         | Charles Sumner          | Free Soil poi Repubblicano poi Liberale Repubblicano | 24 aprile 1851    | 11 marzo 1874     | 32 · 33 · 34 · 35 · 36 · 37 · 38 · 39 · 40 · 41 · 42 · 43                                                                              | 3 1⁄2   | 1851 · 1857 · 1863 · 1869 Deceduto                                                                            |
| Vacante | Vacante | Vacante                 | Vacante                                              | 12 marzo 1874     | 16 aprile 1874    | 43 |         | |
| 17      |         | William B. Washburn     | Repubblicano                                         | 17 aprile 1874    | 3 marzo 1875      | 43 | 1⁄2     | Eletto per terminare il mandato di Sumner Non ricandidatosi                                                   |
| 18      |         | Henry L. Dawes          | Repubblicano                                         | 4 marzo 1875      | 3 marzo 1893      | 44 · 45 · 46 · 47 · 48 · 49 · 50 · 51 · 52                                                                                             | 3       | 1875 · 1881 · 1887 Non ricandidatosi                                                                          |
| 19      |         | Henry Cabot Lodge       | Repubblicano                                         | 4 marzo 1893      | 9 novembre 1924   | 53 · 54 · 55 · 56 · 57 · 58 · 59 · 60 · 61 · 62 · 63 · 64 · 65 · 66 · 67 · 68                                                          | 5 1⁄2   | 1893 · 1898 · 1904 · 1910 · 1916 · 1922 Deceduto                                                              |
| Vacante | Vacante | Vacante                 | Vacante                                              | 10 novembre 1924  | 12 novembre 1924  | 68 |         | |
| 20      |         | William M. Butler       | Repubblicano                                         | 13 novembre 1924  | 6 dicembre 1926   | 68 · 69 | 1⁄2     | Nominato per terminare il mandato di Lodge Perse la rielezione per terminare il mandato                       |
| 21      |         | David I. Walsh          | Democratico                                          | 6 dicembre 1926   | 3 gennaio 1947    | 69 · 70 · 71 · 72 · 73 · 74 · 75 · 76 · 77 · 78 · 79                                                                                   | 3 1⁄2   | Eletto per terminare il mandato di Lodge · 1928 · 1934 · 1940 Perse la rielezione                             |
| 22      |         | Henry Cabot Lodge, Jr.  | Repubblicano                                         | 3 gennaio 1947    | 3 gennaio 1953    | 80 · 81 · 82 | 1       | 1946 Perse la rielezione                                                                                      |
| 23      |         | John F. Kennedy         | Democratico                                          | 3 gennaio 1953    | 22 dicembre 1960  | 83 · 84 · 85 · 86 | 1 1⁄2   | 1952 · 1958 Dimessosi per divenire Presidente                                                                 |
| Vacante | Vacante | Vacante                 | Vacante                                              | 23 dicembre 1960  | 27 dicembre 1960  | 86 |         | |
| 24      |         | Benjamin Smith          | Democratico                                          | 27 dicembre 1960  | 7 novembre 1962   | 86 · 87 | 1⁄2     | Nominato per continuare il mandato di Kennedy Non ricandidatosi                                               |
| 25      |         | Ted Kennedy             | Democratico                                          | 7 novembre 1962   | 25 agosto 2009    | 87 · 88 · 89 · 90 · 91 · 92 · 93 · 94 · 95 · 96 · 97 · 98 · 99 · 100 · 101 · 102 · 103 · 104 · 105 · 106 · 107 · 108 · 109 · 110 · 111 | 7 1⁄2   | Eletto per terminare il mandato del fratello · 1964 · 1970 · 1976 · 1982 · 1988 · 1994 · 2000 · 2006 Deceduto |
| Vacante | Vacante | Vacante                 | Vacante                                              | 26 agosto 2009    | 24 settembre 2009 | |         | |
| 26      |         | Paul G. Kirk            | Democratico                                          | 24 settembre 2009 | 4 febbraio 2010   | 111 | 1⁄2     | Nominato per continuare il mandato di Kennedy Non ricandidatosi                                               |
| 27      |         | Scott Brown             | Repubblicano                                         | 4 febbraio 2010   | 3 gennaio 2013    | 111 · 112 | 1⁄2     | Eletto per terminare il mandato di Ted Kennedy Perse la rielezione                                            |
| 28      |         | Elizabeth Warren        | Democratico                                          | 3 gennaio 2013    | in carica         | 113 · 114 · 115 · 116 · 117 · 118 · 119                                                                                                | 3       | 2012 · 2018 · 2024                                                                                            |

## Classe 2
| N.      | Foto    | Senatore              | Partito                             | Carica            | Carica            | Congresso                                                                              | Mandati                                                  | Elezioni |
| N.      | Foto    | Senatore              | Partito                             | Inizio            | Termine           | Congresso                                                                              | Mandati                                                  | Elezioni |
| ------- | ------- | --------------------- | ----------------------------------- | ----------------- | ----------------- | -------------------------------------------------------------------------------------- | -------------------------------------------------------- | --- |
| 1       |         | Caleb Strong          | Pro-Amministrazione poi Federalista | 4 marzo 1789      | 1 giugno 1796     | 1 · 2 · 3 · 4                                                                          | 3 1⁄2                                                    | 1788 · 1793 Dimessosi                                                                                        |
| Vacante | Vacante | Vacante               | Vacante                             | 2 giugno 1796     | 10 giugno 1796    | 4                                                                                      |                                                          | |
| 2       |         | Theodore Sedgwick     | Federalista                         | 11 giugno 1796    | 3 marzo 1799      | 4 · 5                                                                                  | 1⁄2                                                      | Eletto per terminare il mandato di Strong Ricandidatosi alla Camera                                          |
| 3       |         | Samuel Dexter         | Federalista                         | 4 marzo 1799      | 30 maggio 1800    | 6                                                                                      | 1⁄2                                                      | 1799 Rassegnò le dimissioni per diventare Segretario alla Guerra                                             |
| Vacante | Vacante | Vacante               | Vacante                             | 1 giugno 1800     | 5 giugno 1800     | 6                                                                                      |                                                          | |
| 4       |         | Dwight Foster         | Federalista                         | 6 giugno 1800     | 2 marzo 1803      | 6 · 7                                                                                  | 1⁄2                                                      | Eletto per terminare il mandato di Dexter Dimessosi                                                          |
| Vacante | Vacante | Vacante               | Vacante                             | 2 marzo 1803      | 3 marzo 1803      | 7                                                                                      |                                                          | |
| 5       |         | Timothy Pickering     | Federalista                         | 4 marzo 1803      | 3 marzo 1811      | 8 · 9 · 10 · 11                                                                        | 1 1⁄2                                                    | Eletto per terminare il mandato di Dexter · 1805 Perse la rielezione                                         |
| Vacante | Vacante | Vacante               | Vacante                             | 4 marzo 1811      | 28 giugno 1811    | 12                                                                                     | Il Senato dello stato non riuscì ad eleggere un senatore | Il Senato dello stato non riuscì ad eleggere un senatore                                                     |
| 6       |         | Joseph Bradley Varnum | Democratico-Repubblicano            | 29 giugno 1811    | 3 marzo 1817      | 12 · 13 · 14                                                                           | 1                                                        | 1811 |
| 7       |         | Harrison Gray Otis    | Federalista                         | 4 marzo 1817      | 30 maggio 1822    | 15 · 16 · 17                                                                           | 1⁄2                                                      | 1816 Dimessosi per divenire sindaco di Boston                                                                |
| Vacante | Vacante | Vacante               | Vacante                             | 30 maggio 1822    | 5 giugno 1822     | 17                                                                                     |                                                          | |
| 8       |         | James Lloyd           | Federalista poi Anti-Jacksoniano    | 5 giugno 1822     | 23 maggio 1826    | 17 · 18 · 19                                                                           | 1⁄2                                                      | Eletto per terminare il mandato di Otis · 1822 Dimessosi                                                     |
| Vacante | Vacante | Vacante               | Vacante                             | 23 maggio 1826    | 31 maggio 1826    | 19                                                                                     |                                                          | |
| 9       |         | Nathaniel Silsbee     | Anti-Jacksoniano                    | 31 maggio 1826    | 3 marzo 1835      | 19 · 20 · 21 · 22 · 23                                                                 | 1 1⁄2                                                    | Eletto per terminare il mandato di Lloyd · 1828 Dimessosi                                                    |
| 10      |         | John Davis            | Anti-Jacksoniano                    | 4 marzo 1835      | 5 gennaio 1841    | 24 · 25 · 26                                                                           | 1⁄2                                                      | 1835 Dimessosi per divenire Governatore                                                                      |
| Vacante | Vacante | Vacante               | Vacante                             | 5 gennaio 1841    | 13 gennaio 1841   | 26                                                                                     |                                                          | |
| 11      |         | Isaac C. Bates        | Whig                                | 13 gennaio 1841   | 16 marzo 1845     | 26 · 27 · 28 · 29                                                                      | 1⁄2                                                      | Eletto per terminare il mandato di Davis · 1841 Deceduto                                                     |
| Vacante | Vacante | Vacante               | Vacante                             | 16 marzo 1845     | 24 marzo 1845     | 29                                                                                     |                                                          | |
| 12      |         | John Davis            | Whig                                | 24 marzo 1845     | 3 marzo 1853      | 29 · 30 · 31 · 32                                                                      | 1 1⁄2                                                    | Eletto per terminare il mandato di Bates · 1847 Non ricandidatosi                                            |
| 13      |         | Edward Everett        | Whig                                | 4 marzo 1853      | 1 giugno 1854     | 33                                                                                     | 1⁄2                                                      | 1853 Dimessosi                                                                                               |
| Vacante | Vacante | Vacante               | Vacante                             | 1 giugno 1854     | 3 giugno 1854     | 33                                                                                     |                                                          | |
| 14      |         | Julius Rockwell       | Whig                                | 3 giugno 1854     | 31 gennaio 1855   | 33                                                                                     | 1⁄2                                                      | Nominato per continuare il mandato di Everett Dimessosi all'elezione del successore                          |
| 15      |         | Henry Wilson          | Americano poi Repubblicano          | 31 gennaio 1855   | 3 marzo 1873      | 33 · 34 · 35 · 36 · 37 · 38 · 39 · 40 · 41 · 42                                        | 3                                                        | Eletto per terminare il mandato di Everett · 1859 · 1865 · 1871 Dimessosi per diventare Vicepresidente       |
| Vacante | Vacante | Vacante               | Vacante                             | 3 marzo 1873      | 17 marzo 1873     | 43                                                                                     |                                                          | |
| 16      |         | George S. Boutwell    | Repubblicano                        | 17 marzo 1873     | 3 marzo 1877      | 43 · 44                                                                                | 1⁄2                                                      | Eletto per terminare il mandato di Wilson Non ottenne la ricandidatura                                       |
| 17      |         | George Frisbie Hoar   | Repubblicano                        | 4 marzo 1877      | 30 settembre 1904 | 45 · 46 · 47 · 48 · 49 · 50 · 51 · 52 · 53 · 54 · 55 · 56 · 57 · 58                    | 4 1⁄2                                                    | 1877 · 1883 · 1889 · 1895 · 1901 Deceduto                                                                    |
| Vacante | Vacante | Vacante               | Vacante                             | 30 settembre 1904 | 12 ottobre 1904   | 58                                                                                     |                                                          | |
| 18      |         | Winthrop M. Crane     | Repubblicano                        | 12 ottobre 1904   | 3 marzo 1913      | 58 · 59 · 60 · 61 · 62                                                                 | 1 1⁄2                                                    | Nominato per terminare il mandato di Hoar · Eletto per terminare il mandato di Hoar · 1907 Non ricandidatosi |
| 19      |         | John W. Weeks         | Repubblicano                        | 4 marzo 1913      | 3 marzo 1919      | 63 · 64 · 65                                                                           | 1                                                        | 1913 Perse la rielezione                                                                                     |
| 20      |         | David I. Walsh        | Democratico                         | 4 marzo 1919      | 3 marzo 1925      | 66 · 67 · 68                                                                           | 1                                                        | 1918 Non ricandidatosi                                                                                       |
| 21      |         | Frederick H. Gillett  | Repubblicano                        | 4 marzo 1925      | 3 marzo 1931      | 69 · 70 · 71                                                                           | 1                                                        | 1924 Non ricandidatosi                                                                                       |
| 22      |         | Marcus A. Coolidge    | Democratico                         | 4 marzo 1931      | 3 gennaio 1937    | 72 · 73 · 74                                                                           | 1                                                        | 1930 Non ricandidatosi                                                                                       |
| 23      |         | Henry Cabot Lodge Jr. | Repubblicano                        | 3 gennaio 1937    | 3 febbraio 1944   | 75 · 76 · 77 · 78                                                                      | 1 1⁄2                                                    | 1936 · 1942 Dimessosi per riprendere il servizio nello US Army                                               |
| Vacante | Vacante | Vacante               | Vacante                             | 4 febbraio 1944   | 8 febbraio 1944   | 78                                                                                     |                                                          | |
| 24      |         | Sinclair Weeks        | Repubblicano                        | 8 febbraio 1944   | 19 dicembre 1944  | 78                                                                                     | 1⁄2                                                      | Nominato per continuare il mandato Non ricandidatosi                                                         |
| 25      |         | Leverett Saltonstall  | Repubblicano                        | 19 dicembre 1944  | 3 gennaio 1967    | 78 · 79 · 80 · 81 · 82 · 83 · 84 · 85 · 86 · 87 · 88 · 89                              | 3 1⁄2                                                    | Eletto per terminare il mandato di Lodge · 1948 · 1954 · 1960 Non ricandidatosi                              |
| 26      |         | Edward Brooke         | Repubblicano                        | 3 gennaio 1967    | 3 gennaio 1979    | 90 · 91 · 92 · 93 · 94 · 95                                                            | 2                                                        | 1966 · 1972 Perse la rielezione                                                                              |
| 27      |         | Paul Tsongas          | Democratico                         | 3 gennaio 1979    | 2 gennaio 1985    | 96 · 97 · 98                                                                           | 1                                                        | 1978 Non ricandidatosi                                                                                       |
| 28      |         | John Kerry            | Democratico                         | 2 gennaio 1985    | 1 febbraio 2013   | 99 · 100 · 101 · 102 · 103 · 104 · 105 · 106 · 107 · 108 · 109 · 110 · 111 · 112 · 113 | 4 1⁄2                                                    | 1984 · 1990 · 1996 · 2002 · 2008 Dimessosi per diventare Segretario di Stato                                 |
| 29      |         | Mo Cowan              | Democratico                         | 1 febbraio 2013   | 16 luglio 2013    | 113                                                                                    | 1⁄2                                                      | Nominato per continuare il mandato di Kerry Non ricandidatosi                                                |
| 30      |         | Ed Markey             | Democratico                         | 16 luglio 2013    | in carica         | 113 · 114 · 115 · 116 · 117 · 118 · 119                                                | 2 1⁄2                                                    | Eletto per terminare il mandato di Kerry · 2014 · 2020                                                       |